# Mercedes-Benz EQA concept
La Mercedes-Benz EQA concept est un concept car de véhicule électrique du constructeur automobile allemand Mercedes-Benz présenté au salon de Francfort 2017, annonçant l'arrivée d'un crossover électrique EQA dans la gamme EQ du constructeur.

## Présentation

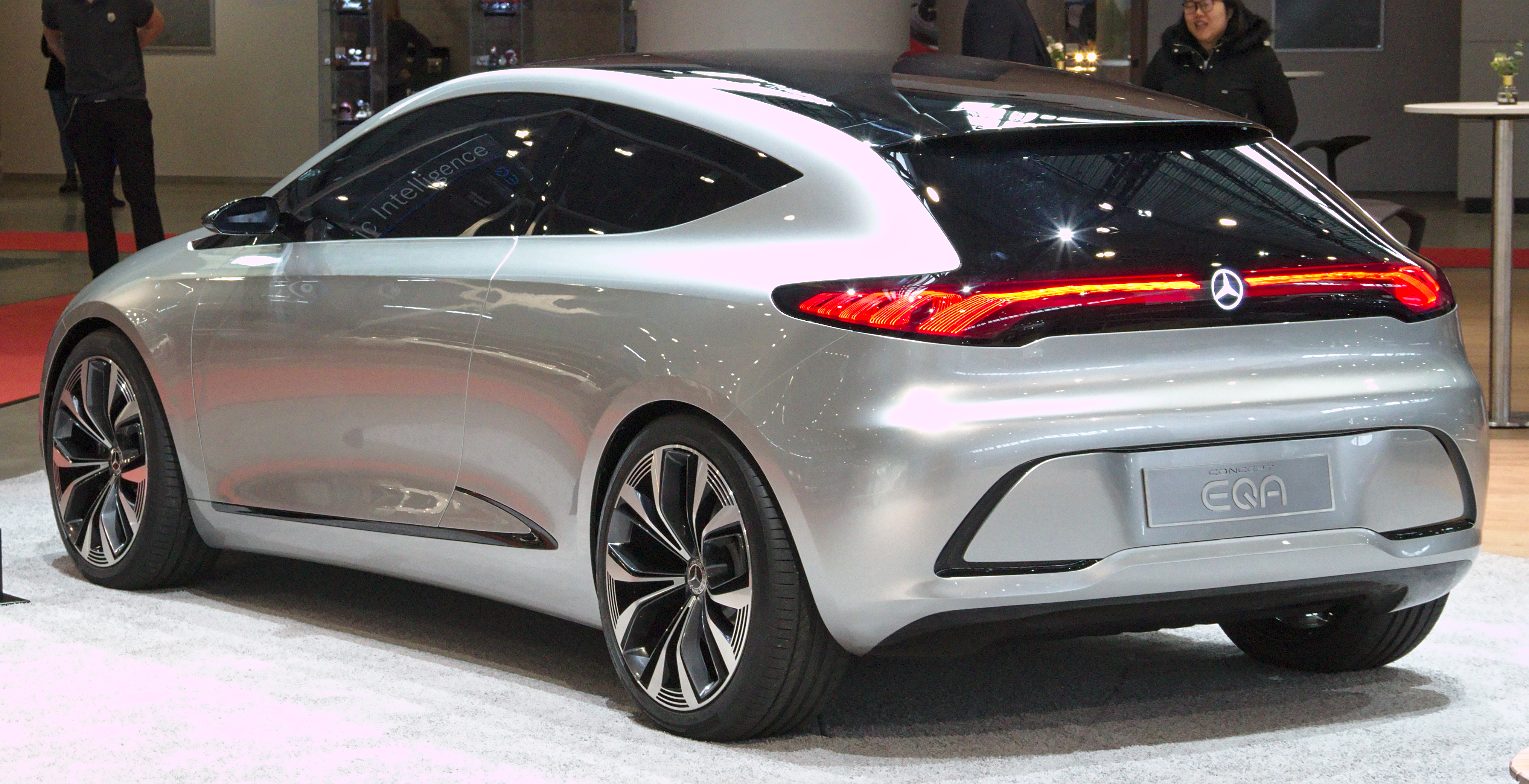
Vue arrière du concept car

Le concept car Mercedes-Benz EQA est dévoilé présenté au salon de l'automobile de Francfort en septembre 2017.

## Caractéristiques électriques

### Motorisation
L'EQA dispose de deux moteurs électriques asynchrones, chacun positionné sur un essieu, offrant une transmission intégrale. L'ensemble fournit une puissance combinée de 200 kW (272 ch) et un couple de 500 N m.

### Batterie
La batterie lithium-ion offre une capacité 60 kWh permettant une autonomie maximale de 400 km. Le concept EQA dispose de la recharge par induction.